# Anna Kúrnikova
Anna Serguéievna Kúrnikova (en rus: А́нна Серге́евна Ку́рникова,  escolteu (?·pàg.)) és una model i tennista russa, que va néixer a Moscou el 7 de juny de 1981. Com a tennista va arribar fins a la vuitena posició del rànquing WTA, tot i que no va guanyar cap torneig d'aquest circuit individualment en tota la seva carrera. On Kúrnikova realment va destacar va ser en la modalitat de dobles, sobretot fent parella amb Martina Hingis, amb qui va guanyar dues vegades l'Open d'Austràlia en 1999 i 2002, i també van guanyar dos cops el WTA Tour Championships en 1999 i 2000. En total va guanyar 16 títols del circuit WTA en dobles, la majoria d'ells entre el 1999 i el 2000. El 22 de novembre de 1999 l'Associació de Tennis Femení la va classificar com a número 1 del tennis femení en dobles, una posició que va conservar durant deu setmanes.
La seva bellesa fou el principal motiu pel qual esdevingué una de les estrelles femenines del tennis coneguda internacionalment malgrat que mai va guanyar cap títol individual al circuit WTA. Durant la seva carrera esportiva va aprofitar per començar la carrera de model. Degut a diversos dolors a l'esquena i la columna vertebral va considerar la retirada del tennis professional prematurament amb només 22 anys i va seguir treballant com a model. Actualment resideix a Miami i manté una relació amorosa amb el cantant Enrique Iglesias des del 2001.

## Biografia
Kúrnikova va néixer el 7 de juny de 1981 a Moscou, Unió Soviètica, fill de Sergei Kúrnikov, doctorat en Filosofia, professor de la Universitat de Cultura Física i Esport de Moscou i antic campió de lluita grecoromana, i Alla, atleta russa. Va agafar la seva primera raqueta quan només tenia cinc anys. Va començar a jugar a tennis al Sokolniki Park de Moscou i més tard va entrar a formar part del Club de Tennis Spartak, dirigit per Larissa Preobraschenskaia. El 1989, amb vuit anys, va començar a participar en torneigs juvenils i en aquests va captar l'atenció de diversos observadors. Amb deu anys, va signar un acord amb la prestigiosa acadèmia de tennis Nick Bolletierri, per on ja hi havien passat jugadors com André Agassi o Monica Seles i on més tard hi aniria la també russa Maria Xaràpova. Al signar aquest acord, Kúrnikova va haver d'anar a viure als Estats Units, concretament a Bradenton, Florida. Malgrat que la transcripció del seu cognom era Kúrnikova, la família va decidir adaptar el cognom per Kournikova a causa de la grafia anglesa.
L'any 1999 va començar una relació sentimental amb el jugador rus d'hoquei sobre gel Serguei Fiódorov, que jugava en la lliga estatunidenca NHL. Alguns mesos després va aparèixer el rumor que Kúrnikova s'havia promès amb el també jugador d'hoquei rus Pàvel Buré. Kúrnikova tenia 18 anys en aquell moment, deu menys que Buré, però la notícia va causar impacte en el seu país i molts mitjans del cor russos els van començar seguir insistentment. Ambdós van negar aquesta rumor en diverses ocasions, i fins i tot, Buré va demandar alguns mitjans de comunicació per aquest rumor. Fedorov i Kúrnikova es van casar l'any 2001 a Moscou, però dos anys després es van separar oficialment. A finals del 2001, va conèixer el cantant espanyol establert a Miami, Enrique Iglesias, quan va aparèixer en el videoclip del seu senzill "Escape", i van començar a sortir. Durant els anys successius van aparèixer nombrosos rumors sobre el seu casament en secret, però contínuament van refusar la confirmació o denegació de la seva situació sentimental. Posteriorment, Iglesias va contribuir a nous rumors indicant en diverses entrevistes que s'havien separat, llavors que s'havien casat anteriorment, o també que no tenien intenció de casar-se mai. Actualment continuen junts i resideixen a Miami Beach, teòricament sense estar casats. El novembre de 2010 va aconseguir la nacionalitat estatunidenca junt amb el seu germà Allan.

## Torneigs de Grand Slam

### Dobles: 3 (2−1)
| Resultat  | Any  | Torneig              | Parella        | Oponents a la final                          | Marcador         |
| --------- | ---- | -------------------- | -------------- | -------------------------------------------- | ---------------- |
| Finalista | 1999 | Roland Garros        | Martina Hingis | Venus Williams · Serena Williams             | 3−6, 7−6(2), 6−8 |
| Campiona  | 1999 | Open d'Austràlia     | Martina Hingis | Lindsay Davenport · Natasha Zvereva          | 7−5, 6−3         |
| Campiona  | 2002 | Open d'Austràlia (2) | Martina Hingis | Daniela Hantuchová · Arantxa Sánchez Vicario | 6−2, 6−7(4), 6−1 |

### Dobles mixtos: 2 (0−2)
| Resultat  | Any  | Torneig   | Parella        | Oponents a la final                    | Marcador      |
| --------- | ---- | --------- | -------------- | -------------------------------------- | ------------- |
| Finalista | 1999 | Wimbledon | Jonas Björkman | Leander Paes · Lisa Raymond            | 4−6, 6−3, 3−6 |
| Finalista | 2000 | US Open   | Maks Mirni     | Jared Palmer · Arantxa Sánchez Vicario | 6−4, 6−3      |

## Carrera esportiva

### Inicis (1989−1997)
En arribar als Estats Units, Kúrnikova va aconseguir resultats molt destacables en torneigs júniors, fins i tot esdevenint la tennista més jove en guanyar el torneig Junior Orange Bowl, el més important en categoria júnior. L'any 1994 fou convidada a participar en la fase prèvia del torneig de Moscou, però no aconseguí arribar al quadre principal. Al mateix any (amb 14 anys) va debutar en l'equip rus de la Copa Federació esdevenint la tennista més jove en guanyar un partit en aquesta competició. El següent any ja va debutar com a professional en el circuit ITF guanyant dos torneigs i a més fou finalista en el torneig de Mouscou però en el quadre de dobles junt a Aleksandra Olsza. L'any 1996 estigué sota les ordres del nou entrenador Ed Nagel i va participar en el seu primer Grand Slam arribant a quarta ronda del US Open, on va caure davant Steffi Graf, que fou la campiona. Aquest resultat la va catapultar fins al Top 100, concretament fins a la posició 69. Per la seva projecció fou recompensada a participar en els Jocs Olímpics d'Atlanta en individuals i dobles. A final de temporada fou guardonada amb el premi WTA Newcomer of the Year, que premia la millor tennista debutant de l'any.
El 1997 va debutar caient a primera ronda de l'Open d'Austràlia davant Amanda Coetzer. Posteriorment fou semifinalista a Roma en dobles junt a Ielena Líkhovtseva. A Roland Garros va debutar arribant a tercera ronda fins a ser superada per Martina Hingis, número 1 del rànquing individual. A Wimbledon va arribar fins a semifinals, també contra Hingis, essent la segona tennista en l'era Open en arribar a les semifinals en el seu any de debut, després que ho fes Chris Evert el 1972. Malauradament, aquesta també va ser la seva millor participació en un Grand Slam en categoria individual. Al US Open només arribà a segona ronda derrotada per Irina Spîrlea. En categoria individual va escalar fins a la posició 32 mentre que en dobles fins a la 41 a final de temporada.

### Èxits (1998−2000)

Anna Kournikova a Sydney (2002)

El 1998 va entrar per primer cop al Top 20 del rànquing WTA. A París i Linz va disputar dues finals de dobles consecutives amb Larisa Neiland com a parella, però en ambdues van perdre. Al Miami va derrotar en quatre rondes consecutives a quatre jugadores situades al Top 10 del rànquing WTA, una gesta que cap altre jugadora ha aconseguit fins ara. En la seva primera final individual però, va perdre contra Venus Williams en tres sets. Dos mesos més tard, va arribar a quarta ronda del Roland Garros superada per Jana Novotná, i a semifinals en dobles junt a Neiland. Poc després va vèncer a Steffi Graf en pista d'herba, un fet que només van aconseguir dues jugadores en tota la dècada dels 90, però també es va lesionar i hagué de retirar-se en el següent partit. Després d'aquesta victòria va entrar per primer cop al Top 10 del rànquing WTA. Malgrat no superar la quarta ronda al US Open, es classificà per disputar la seva primera Copa Masters. Malauradament va perdre en primera ronda contra Monica Seles. Prèviament havia aconseguit el seu primer títol de dobles a Tòquio, precisament amb Seles com a parella. A final de temporada va acabar en tretzena posició del rànquing en individuals i en desena posició en el rànquing de dobles.
El 1999 va viure un dels seus millors anys. Inicialment arribà a quarta ronda de l'Open d'Austràlia en perdre contra Mary Pierce, però en dobles aconseguí imposar-se en la final a Lindsay Davenport i Nataixa Zvéreva fent parella amb Hingis i endur-se així el seu primer títol de Grand Slam. A Charleston va arribar a la seva segona final individual però va caure precisament davant Hingis. A Ponte Vedra Beach fou semifinalista mentre que al Roland Garros arribà a quarts de final, superada per Graf, que en fou la campiona. Junt a Hingis arribà a la final de dobles per no superaren a les germanes Venus i Serena Williams. Prèviament s'havien imposat a Indian Wells i Roma. A Eastbourne fou semifinalista i amb Hingis s'imposaren en dobles. A Wimbledon va caure a quarta ronda contra Venus Williams. En dobles mixtos fou finalista junt a Jonas Björkman, derrotats per Leander Paes i Lisa Raymond. Posteriorment fou finalista junt a Ielena Líkhovtseva a Stanford. La bona temporada en dobles li proporcionà l'oportunitat de participar en el WTA Tour Championships junt a Hingis, i gràcies a la victòria final se situà al capdamunt del rànquing de dobles en finalitzar la temporada. Ambdues van rebre el premi a la millor parella de l'any i aprofitant els seus èxits esportius i l'atenció mediàtica es van autoanomenar les Spice Girls del tennis. En individuals també disputà el WTA Tour Championships però va caure en primera ronda contra Pierce i va acabar en la dotzena posició del rànquing.
La temporada 2000 va començar amb la victòria a Gold Coast en dobles junt a Julie Halard i arribant a semifinals a Sydney en individuals. A l'Open d'Austràlia només arribà a quarta ronda i a semifinals en dobles. Malgrat no disputar cap final individual, arribà a les semifinals de cinc torneigs més: Scottsdale, Stanford, San Diego, Luxemburg, Leipzig. Amb aquests resultats es classificà per disputar la Copa Masters i acabar la temporada en el vuitè lloc del rànquing individual, la millor posició en el rànquing individual de la seva carrera. En dobles femenins no aconseguí els mateixos èxits de la temporada prèvia, va guanyar un total de sis torneigs junt a Halard (1), Zvéreva (1) i Hingis (4) però cap Grand Slam. Va poder arrodonir l'any però reeditant el títol de la Copa Masters per segon any consecutiu amb Hingis, i acabar en quarta posició del rànquing de dobles.

### Lesions i retirada (2001−2003)

Anna Kournikova i Martina Hingis a Sydney (2002)

Els anys següents estigueren marcats per les lesions, especialment per fissura al peu esquerre per la qual es va haver d'operar i es va perdre mitja temporada 2001. Abans de la lesió arribà a quarts de final de l'Open d'Austràlia i s'imposà a Sydney en dobles junt a Barbara Schett. Posteriorment fou finalista a Tòquio junt a Iroda Tulyaganova i també a San Diego amb Hingis. Només aconseguí un títol, a Moscou amb Hingis com a parella. A final de temporada va caure fins a les posicions 74 en individual i 26 en dobles.
Durant el 2002 va tornar a l'èxit amb un nou Grand Slam a l'Open d'Austràlia novament amb Hingis. Individualment fou finalista a Auckland, Tòquio, Acapulco i San Diego però mai aconseguí imposar-se en una final individual. Amb Hingis com a parella foren finalistes a Sydney i arribaren a quarts de final del US Open, mentre que amb Chanda Rubin foren semifinalistes a Wimbledon, i amb Janet Lee s'imposaren en la final de Xangai. A final de temporada va escalar fins a les posicions 35 i 11 en individual i dobles respectivament.
Una successió de lesions van impedir que disputés la majoria dels torneigs durant la primera meitat de la temporada 2003, i a causa del continu dolor a l'esquena ja no va competir durant la segona meitat de l'any. Finalment va decidir retirar-se definitivament del tennis professional en acabar la temporada. En aquest moment es trobava en les posicions 305 i 176 en individual i dobles respectivament.
La seva carrera va acabar sense haver obtingut cap títol individual malgrat disputar quatre finals. La seva millor posició en el rànquing individual fou la vuitena però generalment estigué en el Top 20. Els seus resultats en dobles foren molt millors, amb un total de 16 títols amb dos destacats, les victòries en l'Open d'Austràlia els anys 1999 i 2002, ambdós junt a Martina Hingis. En aquest cas va arribar al número 1 del rànquing de dobles.

### Exhibicions (2004−present)
Kúrnikova no ha disputat cap partit més en el circuit WTA des del 2003 però ha seguit disputant partits d'exhibició per causes solidàries, ja sigui per ajudar a fundacions caritatives o per recaptar diners per l'ajuda a víctimes de desastres naturals. Actualment és membre de St. Louis Aces en el World Team Tennis (WTT), només en categoria de dobles.
El juny de 2010 es va reunir amb la seva parella de dobles, Martina Hingis, per tornar a participar en el tennis competitiu per primer cop en set anys, concretament a Wimbledon per competir en la categoria de veterans. Van debutar amb victòria però no van poder accedir a la final.

## Palmarès: 18 (0−16−0)

### Individual: 4 (0−4)
| Llegenda                     |
| ---------------------------- |
| Grand Slam (0−0)             |
| WTA Tour Championships (0−0) |
| Tier I (0−3)                 |
| Tier II (0−0)                |
| Tier III (0−0)               |
| Tier IV (0−1)                |
| Tier V (0−0)                 |

| Títols per superfície |
| Dura (0−2)            |
| Herba (0−0)           |
| Terra batuda (0−1)    |
| Moqueta (0−1)         |

| Resultat  | Núm. | Data                   | Torneig                   | Superfície   | Oponent en la final | Marcador      |
| --------- | ---- | ---------------------- | ------------------------- | ------------ | ------------------- | ------------- |
| Finalista | 1.   | 29 de març de 1998     | Miami, Estats Units       | Dura         | Venus Williams      | 6−2, 1−6, 4−6 |
| Finalista | 2.   | 4 d'abril de 1999      | Hilton Head, Estats Units | Terra batuda | Martina Hingis      | 3−6, 4−6      |
| Finalista | 3.   | 29 d'octubre de 2000   | Moscou, Rússia            | Moqueta      | Martina Hingis      | 3−6, 1−6      |
| Finalista | 4.   | 15 de setembre de 2002 | Xangai, Xina              | Dura         | Anna Smashnova      | 2−6, 3−6      |

### Dobles: 28 (16−12)
| Llegenda                     |
| ---------------------------- |
| Grand Slam (2−1)             |
| WTA Tour Championships (2−0) |
| Tier I (4−2)                 |
| Tier II (6−8)                |
| Tier III (1−1)               |
| Tier IV (1−0)                |
| Tier V (0−0)                 |

| Títols per superfície |
| Dura (8−9)            |
| Herba (1−0)           |
| Terra batuda (2−1)    |
| Moqueta (5−2)         |

| Resultat   | Núm. | Data                   | Torneig                                           | Superfície   | Parella                 | Oponents en la final                         | Marcador            |
| ---------- | ---- | ---------------------- | ------------------------------------------------- | ------------ | ----------------------- | -------------------------------------------- | ------------------- |
| Finalista  | 1.   | 24 de setembre de 1995 | Moscou, Rússia                                    | Moqueta      | Aleksandra Olsza        | Meredith McGrath · Larisa Neiland            | 0−6, 1−6            |
| Finalista  | 2.   | 15 de febrer de 1998   | París, França                                     | Dura         | Larisa Neiland          | Sabine Appelmans · Miriam Oremans            | 1−6, 6−3, 6−7(3)    |
| Finalista  | 3.   | 1 de març de 1998      | Linz, Àustria                                     | Dura         | Larisa Neiland          | Alexandra Fusai · Nathalie Tauziat           | 3−6, 6−3, 4−6       |
| Guanyadora | 1.   | 27 de setembre de 1998 | Tòquio, Japó                                      | Dura         | Monica Seles            | Mary Joe Fernández · Arantxa Sánchez Vicario | 6−4, 6−4            |
| Finalista  | 4.   | 4 d'octubre de 1998    | Filderstadt, Alemanya                             | Dura         | Arantxa Sánchez Vicario | Lindsay Davenport · Natasha Zvereva          | 4−6, 2−6            |
| Guanyadora | 2.   | 30 de gener de 1999    | Open d'Austràlia, Austràlia                       | Dura         | Martina Hingis          | Lindsay Davenport · Natasha Zvereva          | 7−5, 6−3            |
| Guanyadora | 3.   | 14 de març de 1999     | Indian Wells, Estats Units                        | Dura         | Martina Hingis          | Mary Joe Fernández · Jana Novotná            | 6−2, 6−2            |
| Guanyadora | 4.   | 9 de maig de 1999      | Roma, Itàlia                                      | Terra batuda | Martina Hingis          | Alexandra Fusai · Nathalie Tauziat           | 6−2, 6−2            |
| Finalista  | 5.   | 6 de juny de 1999      | Roland Garros, França                             | Terra batuda | Martina Hingis          | Serena Williams · Venus Williams             | 3−6, 7−6(2), 6−8    |
| Guanyadora | 5.   | 20 de juny de 1999     | Eastbourne, Regne Unit                            | Gespa        | Martina Hingis          | Jana Novotná · Natasha Zvereva               | 6−4, retirada       |
| Finalista  | 6.   | 11 d'agost de 1999     | Stanford, Estats Units                            | Dura         | Elena Likhovtseva       | Lindsay Davenport · Corina Morariu           | 4−6, 4−6            |
| Guanyadora | 6.   | 21 de novembre de 1999 | WTA Tour Championships, · Nova York, Estats Units | Moqueta      | Martina Hingis          | Larisa Neiland · Arantxa Sánchez Vicario     | 6−4, 6−4            |
| Guanyadora | 7.   | 3 de gener de 2000     | Gold Coast, Austràlia                             | Dura         | Julie Halard            | Sabine Appelmans · Rita Grande               | 6−3, 6−0            |
| Finalista  | 7.   | 19 de març de 2000     | Indian Wells, Estats Units                        | Dura         | Natasha Zvereva         | Lindsay Davenport · Corina Morariu           | 2−6, 3−6            |
| Guanyadora | 8.   | 7 de maig de 2000      | Hamburg, Alemanya                                 | Terra batuda | Natasha Zvereva         | Nicole Arendt · Manon Bollegraf              | 6−7(5), 6−2, 6−4    |
| Finalista  | 8.   | 6 d'agost de 2000      | San Diego, Estats Units                           | Dura         | Lindsay Davenport       | Lisa Raymond · Rennae Stubbs                 | 6−4, 3−6, 6−7(6)    |
| Guanyadora | 9.   | 8 d'octubre de 2000    | Filderstadt, Alemanya                             | Dura         | Martina Hingis          | Arantxa Sánchez Vicario · Barbara Schett     | 6−4, 6−2            |
| Guanyadora | 10.  | 15 d'octubre de 2000   | Zuric, Suïssa                                     | Moqueta      | Martina Hingis          | Kimberly Po · Anne-Gaëlle Sidot              | 6−3, 6−4            |
| Finalista  | 9.   | 29 d'octubre de 2000   | Moscou, Rússia                                    | Moqueta      | Martina Hingis          | Julie Halard-Decugis · Ai Sugiyama           | 6−4, 4−6, 6−7(5)    |
| Guanyadora | 11.  | 12 de novembre de 2000 | Filadèlfia                                        | Moqueta      | Martina Hingis          | Lisa Raymond · Rennae Stubbs                 | 6−2, 7−5            |
| Guanyadora | 12.  | 19 de novembre de 2000 | WTA Tour Championships, · Nova York (2)           | Moqueta      | Martina Hingis          | Nicole Arendt · Manon Bollegraf              | 6−2, 6−3            |
| Guanyadora | 13.  | 14 de gener de 2001    | Sydney, Austràlia                                 | Dura         | Barbara Schett          | Lisa Raymond · Rennae Stubbs                 | 6−2, 7−5            |
| Finalista  | 10.  | 14 de febrer de 2001   | Tòquio, Japó                                      | Dura         | Iroda Tulyaganova       | Lisa Raymond · Rennae Stubbs                 | 6−7(5), 6−2, 6−7(6) |
| Finalista  | 11.  | 5 d'agost de 2001      | San Diego (2)                                     | Dura         | Martina Hingis          | Cara Black · Elena Likhovtseva               | 4−6, 6−1, 4−6       |
| Guanyadora | 14.  | 7 d'octubre de 2001    | Moscou                                            | Moqueta      | Martina Hingis          | Ielena Deméntieva · Lina Krasnoroutskaya     | 7−6(1), 6−3         |
| Finalista  | 12.  | 13 de gener de 2002    | Sydney, Austràlia                                 | Dura         | Martina Hingis          | Lisa Raymond · Rennae Stubbs                 | Renúncia            |
| Guanyadora | 15.  | 27 de gener de 2002    | Open d'Austràlia (2)                              | Dura         | Martina Hingis          | Daniela Hantuchová · Arantxa Sánchez Vicario | 6−2, 6−7(4), 6−1    |
| Guanyadora | 16.  | 15 de setembre de 2002 | Xangai                                            | Dura         | Janet Lee               | Ai Sugiyama · Rika Fujiwara                  | 7−5, 6−3            |

### Dobles mixtos: 2 (0−2)
| Resultat  | Núm. | Data | Torneig               | Superfície | Parella        | Oponents en la final                   | Marcador      |
| --------- | ---- | ---- | --------------------- | ---------- | -------------- | -------------------------------------- | ------------- |
| Finalista | 1.   | 1999 | Wimbledon, Regne Unit | Gespa      | Jonas Björkman | Lisa Raymond · Leander Paes            | 4−6, 6−3, 3−6 |
| Finalista | 2.   | 2000 | US Open, Estats Units | Dura       | Maks Mirni     | Arantxa Sánchez Vicario · Jared Palmer | 4−6, 3−6      |

### Circuit ITF

#### Individual (2)
| Núm. | Data                 | Torneig                          | Superfície | Oponent            | Resultat    |
| ---- | -------------------- | -------------------------------- | ---------- | ------------------ | ----------- |
| 1.   | 26 de febrer de 1996 | Midland, Michigan, Estats Units  | Dura       | Lindsay Lee-Waters | 7–6(2), 6–1 |
| 2.   | 15 de març de 1996   | Rockford, Illinois, Estats Units | Dura       | Yuka Yoshida       | 6–1, 6–4    |

## Estadístiques

### Individual
|                           | 1994 | 1995 | 1996 | 1997  | 1998  | 1999  | 2000  | 2001  | 2002  | 2003 | Carrera |
| ------------------------- | ---- | ---- | ---- | ----- | ----- | ----- | ----- | ----- | ----- | ---- | ------- |
| Balanç victòries-derrotes | 0–1  | 6–3  | 22–8 | 17–10 | 40–19 | 35–19 | 47–29 | 10–10 | 28–24 | 4–6  | 209–129 |
| % Victòries               | 0%   | 67%  | 73%  | 63%   | 68%   | 65%   | 62%   | 50%   | 54%   | 40%  | 61,84%  |
| Torneigs guanyats         | 0    | 0    | 0    | 0     | 0     | 0     | 0     | 0     | 0     | 0    | 0       |
| Posició al rànquing WTA   |      | 285  | 58   | 32    | 13    | 12    | 8     | 74    | 35    | 305  |         |

### Dobles
|                           | 1994 | 1995 | 1996  | 1997  | 1998  | 1999 | 2000  | 2001 | 2002 | 2003 | Carrera |
| ------------------------- | ---- | ---- | ----- | ----- | ----- | ---- | ----- | ---- | ---- | ---- | ------- |
| Balanç victòries-derrotes |      | 3–2  | 12–10 | 14–10 | 34-18 | 38-6 | 52-14 | 19–3 | 25–5 | 3–3  | 200–71  |
| % Victòries               |      | 60%  | 55%   | 58%   | 65%   | 86%  | 79%   | 86%  | 83%  | 50%  | 73,80%  |
| Torneigs guanyats         |      | 0    | 0     | 0     | 1     | 5    | 6     | 2    | 2    | 0    | 16      |
| Posició al rànquing WTA   |      |      | 67    | 41    | 10    | 1    | 4     | 26   | 11   | 176  |         |

### Premis econòmics
| Any     | Títols Grand Slam | Títols WTA | Guanys ($) | Rànquing econòmic                         |
| ------- | ----------------- | ---------- | ---------- | ----------------------------------------- |
| 1997    | 0                 | 0          | 292.362    | 28 Arxivat 2021-11-03 a Wayback Machine.  |
| 1998    | 0                 | 1          | 568.771    | 13 Arxivat 2019-10-01 a Wayback Machine.  |
| 1999    | 1                 | 4          | 748.424    | 10 Arxivat 2019-01-24 a Wayback Machine.  |
| 2000    | 0                 | 6          | 984.930    | 8 Arxivat 2020-09-29 a Wayback Machine.   |
| 2001    | 0                 | 2          | 305.409    | 30 Arxivat 2019-10-03 a Wayback Machine.  |
| 2002    | 1                 | 1          | 515.635    | 22 Arxivat 2017-12-29 a Wayback Machine.  |
| 2003    | 0                 | 0          | 67.272     | 144 Arxivat 2017-12-29 a Wayback Machine. |
| Carrera | 2                 | 14         | 3.584.662  | 73* Arxivat 2009-12-29 a Wayback Machine. |

*A dia 6 d'agost de 2012

## Trajectòria als Grand Slam

### Individual
| Open d'Austràlia | A  | 1R | 3R | 4R | 4R | QF | 1R | 2R  | 0 / 7 | 13 − 7  |
| Roland Garros | A  | 3R | 4R | 4R | 2R | A  | 1R | A   | 0 / 5 | 9 − 5   |
| Wimbledon | A  | SF | A  | 4R | 2R | A  | 1R | A   | 0 / 4 | 9 − 4   |
| US Open | 4R | 2R | 4R | A  | 3R | A  | 1R | A   | 0 / 5 | 9 − 5   |
| WTA Tour Championships | A  | A  | 1R | 1R | SF | A  | A  | A   | 0 / 3 | 2 − 3   |
| Rànquing a final d'any | 55 | 26 | 13 | 12 | 8  | 74 | 35 | 305 |       | 42 − 24 |
| Llegenda: G: Guanyadora; F: Finalista; SF: Semifinalista; QF: Quarts de final; Q: Qualificació; A: Absent; RR: Round Robin |    |    |    |    |    |    |    |     |       |         |

### Dobles
| Open d'Austràlia | A  | 1R | 2R | G | SF | QF | G  | 3R | 2 / 7 |
| Roland Garros | A  | 3R | SF | F | 2R | A  | A  | A  | 0 / 4 |
| Wimbledon | A  | 2R | A  | A | SF | A  | SF | A  | 0 / 3 |
| US Open | QF | 3R | 2R | A | 2R | A  | QF | A  | 0 / 5 |
| WTA Tour Championships | A  | A  | QF | G | G  | A  | A  | A  | 2 / 3 |
| Llegenda: G: Guanyadora; F: Finalista; SF: Semifinalista; QF: Quarts de final; Q: Qualificació; A: Absent; RR: Round Robin |    |    |    |   |    |    |    |    |       |